# Aanbidding der Koningen (omgeving van Jheronimus Bosch; New York)
De Aanbidding der Koningen is een schilderij uit de omgeving en/of het atelier van de Zuid-Nederlandse schilder Jheronimus Bosch in het Metropolitan Museum of Art in New York.

## Voorstelling
Het stelt het Driekoningen-verhaal voor. De drie wijzen uit het oosten bieden het Christuskind goud, wierook en mirre aan. De voorstelling vindt plaats voor een kasteelruïne. Bovenaan proberen enkele engelen voor beschutting te zorgen door een doek te leggen tussen een toren en een muur. Op de voorgrond is links een knielende Jozef te zien en rechts de oudste koning. Naast hem staan de twee andere koningen. Door een opening in een muur warmt een herder zich aan een vuurtje, terwijl een andere een houlette bij zich heeft, een werktuig dat door schaapsherders gebruikt wordt om kleine kluiten aarde uit te graven en naar afdwalende schapen te gooien zodat deze zich weer bij de kudde aansluiten.
Achter de ruïne is een heuvelachtig landschap te zien met aan de horizon een stad. In het landschap dansen enkele herders, hun kudde verwaarlozend, terwijl een stoet ruiters met honden nadert. Mogelijk is dit koning Herodes met zijn gevolg (zie Kindermoord van Bethlehem). Links onder een afdakje houdt een uil zich schuil. Deze was in Bosch' tijd onder meer symbool van de onwetendheid en verwijst hier mogelijk naar het Oude Testament. Van het Oude Testament is mogelijk ook de kasteelruïne een symbool.

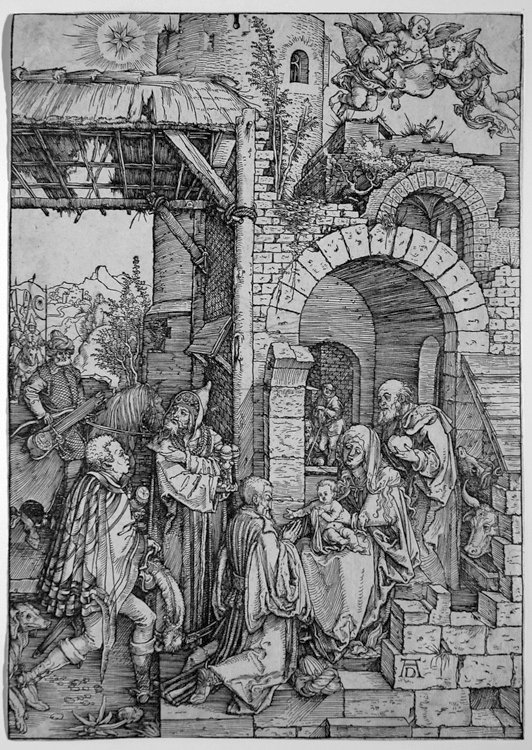
Albrecht Dürer. De aanbidding der Koningen. 1501-1503. Houtsnede. Verschillende collecties.

## Datering en toeschrijving
Het werk komt het meest overeen met het middenpaneel van het Driekoningen-drieluik in het Museo del Prado in Madrid. De Duitse kunsthistoricus Max Friedländer omschreef het als ‘an especially early work by the master’ (een buitengewoon vroeg werk van de meester). Omdat de figuren op de New Yorkse Aanbidding der Koningen wat houterig zijn en het perspectief onbeholpen, waren latere kunsthistorici, zoals Charles de Tolnay en Ludwig von Baldass, van mening dat het hier om een pastiche uit het midden van de 16e eeuw ging. Zij beschouwden het als het werk van een navolger, die enkele elementen uit het werk van Bosch toepaste, bijvoorbeeld van het genoemde Driekoningen-drieluik de gouden beker met pelikaan (als Christussymbool) en de brug met de boom waaruit enkele dode takken steken. De Tolnay denkt dat de architectuur gebaseerd is op een houtsnede uit Albrecht Dürers Marialeven uit 1501-1503, waarop een vergelijkbaar samenstel van muren en torens te zien is.

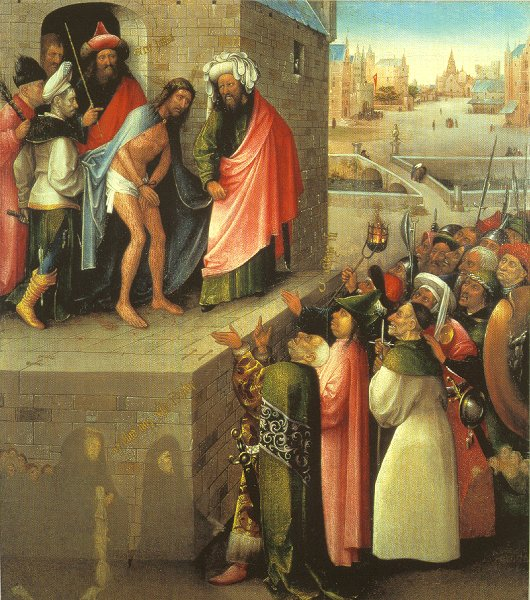
Jheronimus Bosch. Ecce Homo. Ca. 1474 of later. Gemengde techniek op eikenhouten paneel. 71 × 61 cm. Frankfurt, Städel Museum.

Dendrochronologisch onderzoek heeft echter aangetoond dat het werk op zijn vroegst al omstreeks 1474 zou kunnen zijn ontstaan. Deze datering komt bijna exact overeen met het Ecce Homo in Frankfurt, een werk dat wel unaniem aan Bosch toegeschreven wordt. Bovendien lijkt de middelste koning sterk op de Pilatus op dit Ecce Homo en is ook het muurwerk praktisch identiek. Hierdoor kwam de toeschrijving van de New Yorkse Aanbidding der Koningen weer wat dichter bij Bosch te staan. Bosch-kenner Bernard Vermet denkt dat het niet onmogelijk is dat beide werken oorspronkelijk deel uitmaakten van een cyclus van het leven van Christus. Ook is het werk een aanwijzing dat Bosch waarschijnlijk werkte in het verband van een familieatelier, waarbij verschillende familieleden aan dezelfde opdracht werkten. Bosch’ vader, Anthonis van Aken († 1478), en broer, Goessen van Aken, waren ook schilder van beroep.

## Herkomst
Het werk bevond zich oorspronkelijk in de verzameling van de in 1903 overleden Friedrich Lippmann. Het werd gekocht door het Metropolitan Museum of Art op de veiling van de collectie Lippmann, die van 26-27 november 1912 plaatsvond bij veilinghuis Rudolph Lepke in Berlijn.